# 田中義巳
田中 義巳（たなか よしみ、1926年9月26日 - 2013年7月11日）は、日本の経営者。和歌山県日高郡美浜町出身。

## 経歴
1950年に東京商科大学経済学部を卒業し、同年に日綿実業に入社。
1975年6月に取締役に就任し、常務、専務を経て、1989年6月に社長に就任した。1994年6月に会長に就任した。
1992年に藍綬褒章を受章し、1999年に勲二等瑞宝章を受章した。
2013年7月11日心不全のために死去。86歳没。